# Barbelo
Barbēlō (griego: Βαρβηλώ) se refiere a la primera emanación de Dios en varias formas de cosmogonía gnóstica. El Barbēlō es a menudo descrito como un principio supremo femenino, el singular antecedente pasivo de la creación en su multiplicidad. Esta figura también es referida como 'Madre-Padre' (sugiriendo una aparente androginia), 'Primer Ser humano', 'El Triple Nombre Andrógino', o 'Eón Eterno. Tan prominente era su sitial entre algunos gnósticos que algunas escuelas recibieron el apelativo de Barbeliotae, adoradores de Barbēlō o gnósticos de Barbēlō.

## La naturaleza del Barbēlō

### Biblioteca de Nag Hammadi
En el evangelio apócrifo de Juan, un tratado perteneciente a la biblioteca de Nag Hammadi que contiene la descripción más extensa del mito setiano de la creación, el Barbēlō está descrito como "el primer poder, la gloria, Barbēlō, la gloria perfecta en los eónes, la gloria de la revelación". Todos los actos subsiguientes de creación dentro de la esfera divina (excepto, crucialmente, el del eón Sophia) ocurre a través de su co-acción con Dios. El texto le describe así:
Este es el primer pensamiento, su imagen; ella se hizo el vientre de todo, pues es ella la que es previa a todos ellos, la Madre-Padre, el primer hombre (Anthropos), el Espíritu santo, el tres veces macho, el tres veces poderoso, el tres veces llamado andrógino, y el eón eterno entre los invisibles y el primero en salir.
Barbēlō aparece en otros escritos de Nag Hammadi:
- Alógenes hace referencia de a un Espíritu Invisible Doble Poderoso, una virgen masculina femenina, que es el Barbēlō.
- El Libro Santo del Espíritu Invisible Grande (o evangelio copto de los egipcios) se refiere a una emanación divina llamada 'Madre,' quien también es identificada como el Barbēlō.
- El Evangelio de Judas —Judas Iscariote le dice a Jesús que sabe que es del reino inmortal del Barbēlō.
- Marsanes—Varios sitios.
- Melquisédec—Dos veces, la segunda en una oración de Melquisedec: "Santo eres, Santo eres, Santo eres, Madre de los eónes, Barbelo, por siempre y para siempre, Amén."
- Las Tres Estelas de Set ofrece una descripción del "primer eón, macho virginal Barbelo, la primera gloria del Padre invisible, la que es llamada 'perfecta'."
- Trimorfa Protennoia ('Primer Pensamiento en Tres Formas'), incluso en primera persona: "Él perpetuó al Padre de todos los Eónes, quien soy yo, el Pensamiento del Padre, Protennoia, esto es, Barbelo, la Gloria perfecta, y el Uno Invisible inconmensurable que está oculto. Soy la Imagen  del Espíritu Invisible, y  es a través de mí que Todo tomó forma, y (soy) la Madre (así como) la Luz a la que ella designó como Virgen, la que es llamada 'Meirothea', el incomprensible Vientre, la Voz ilimitada e inconmensurable"
- Zostrianos—El eón Barbēlō es mencionado en muchos sitios.

### Pistis Sophia
En el Pistis Sophia Barbēlō es mencionada con frecuencia, pero su sitio no es claramente definido. Es una de los dioses, "un poder grande del Dios Invisible" (373), unido con Él y con las tres "deidades tres veces poderosas" (379), la madre de Pistis Sophia, luz o cuerpo celestial (13, 128; cf. 116, 121); la tierra aparentemente es la "materia kishan choure de Barbēlō" (128) o el "lugar de Barbēlō" (373).

### En los textos patrísticos
Se le describe enigmáticamente por Ireneo como "un eón que no envejece nunca en un espíritu virginal ", a quien, de acuerdo con ciertos "Gnostici", el Padre Innombrable se deseó manifestar, y quien, cuando cuatro seres sucesivos, cuyos nombres expresan el pensamiento y la vida, fueron frente a Él, se llenó de alegría verlo y dio ella misma nacimiento a tres (o cuatro) seres similares.
Se le menciona en varios pasajes vecinos de Epifanio, quien en parte debe estar siguiendo el Compendio de Hipólito, como se muestra por comparación con Filastrio (c. 33), pero también habla desde su conocimiento personal de las sectas ofitas especialmente llamadas "Gnostici" (i. 100 f.). El primer pasaje ocurre en el artículo sobre los Nicolaítas (i. 77 f.), pero es al parecer una referencia anticipatoria a sus supuestos descendientes, los "Gnostici" (77 A; Filastrio). Desde su punto de vista, Barbēlō vive "arriba en el octavo cielo";  había sido 'puesta adelante' (προβεβλῆσθαι) "del Padre";  era madre de Yaldabaoth (algunos dicen que Sabaoth), quién de manera insolente tomó posesión del séptimo cielo, y se proclamó único Dios, y cuando ella escuchó palabra de esto se lamentó. Siempre se le aparecía a los Arcontes con una apariencia hermosa, de forma que al cautivarlos pudiera recolectar su poder disperso.
Otros, parece agregar Epifanio (78 ss.), contaron una historia similar sobre Prunikos, sustituyendo a Caulacau por Yaldabaoth. En su siguiente artículo, sobre los "Gnostici" o Borboritas (83 C D), la idea de la recuperación de los poderes dispersos de Barbēlō recurre tal y como se le presenta en un Libro apócrifo de Noria, la legendaria esposa de Noé en el gnosticismo.
Pues Noé era obediente al arconte, dicen, pero Noria reveló los poderes en las alturas y Barbelo, el vástago de los poderes -el opuesto del arconte, como son los otros poderes. Y reveló aquello que fue arrancado de la Madre en las Alturas por el arconte que hizo el mundo, y otros con él -dioses, demonios y ángeles- deben recogerse del poder en los cuerpos, a través de las emisiones masculinas y femeninas.
En los dos lugares Epifanio representa la doctrina como si diera origen al libertinaje sexual. Mircea Eliade ha comparado estas creencias y prácticas borboritas involucrando el Barbēlō con los rituales y creencias tántricas, notando que los dos sistemas tienen un objetivo común de lograr la unidad primordial espiritual a través de la alegría erótica y el consumo de menstruaciones y semen.
En un tercer pasaje (91 ss.), enumerando a los Arcontes que se dice tienen su trono en cada cielo, Epifanio menciona entre los habitantes del octavo o más alto cielo a "ella a la que llaman Barbēlō", y Padre y Señor autogenerado de todas las  cosas, y al nacido de virgen (αὐτολόχευτον) Cristo (evidentemente como su hijo, pues según Ireneo su primera progenia, "la Luz", fue llamado Cristo); de manera similar narra cómo la ascensión de las almas a través de los diferentes cielos terminó en la región superior, "donde Barbēro o Barbēlō está, la Madre de los Vivos" (Génesis 3:20).
Teodoreto (H. F. f. 13) simplemente parafrasea a Ireneo, con unas cuantas palabras de Epifanio. Jerónimo incluye varias veces a Barbēlō en las listas de nombres portentosos en la actual herejía española, es decir, entre los Priscilianists; Balsamus y Leusibora son asociados tres veces con ello (Ep. 75 c. 3, p. 453 c. Vall.; c. Vigil. p. 393 Un; en Esai. lxvi. 4 p. 361 c; en Amos iii. 9 p. 257 E).

#### Babel
Babel, en el libro de "Baruc" del gnóstico Justino, el nombre del primero de los doce "ángeles maternales" nacidos de Elohim y Edem (Hipólito. Haer. v. 26, p. 151). Es idéntica a Afrodita, y su madre le ordena que cause adulterios y deserciones entre los hombres, en venganza por el abandono de Elohim a Edem (p. 154). Cuando Heracles es enviado por Elohim como "un profeta de la no circuncisión" a vencer a "los doce ángeles malévolos de la creación," es decir, a los ángeles maternales, Babel, ahora idéntica a Ónfale, lo seduce y debilita (p. 156; x. 15, p. 323). Posiblemente puede ser la Baalti o Baal femenino de varios pueblos semitas, aunque la β intrusiva no se puede explicar fácilmente. Con todo, es en general posible tomar Babel, "confusión" (Flavio Josefo. Antigüedades Judías. i. 4, § 3), como una forma de Barbēlō, que puede tener el mismo significado. El eclecticismo de Justino daría cuenta de su deposición de Barbēlō del primer al segundo lugar donde  se encuentra todavía por encima de Hachamoth.

## Importancia
En las descripciones gnósticas de Dios, las nociones de impenetrabilidad, estásis e inefabilidad son de importancia central. Puede decirse que la emanación de Barbēlō funciona como un aspecto intermediario y generativo de lo Divino, o como una abstracción del aspecto generativo de lo Divino a través de su Plenitud. El Espíritu invisible oculto más transcendente no es descrito como participando activamente en la creación. Esta importancia se refleja tanto en su aparente androginia (reforzada por los varios epítetos que recibe), y en el nombre mismo de Barbēlō. Varias etimologías verosímiles del nombre (Βαρβηλώ, Βαρβηρώ, Βαρβηλ, Βαρβηλώθ) se han propuesto.